# 蔡廓
蔡廓（さい かく、太元4年（379年）- 元嘉2年12月27日（426年1月21日））は、東晋から南朝宋にかけての官僚。字は子度。本貫は済陽郡考城県。

## 経歴
東晋の司徒左西属の蔡綝の子として生まれた。著作佐郎を初任とした。桓玄が政権を掌握して、肉刑復活の議論を起こすと、蔡廓はこれに反対する意見を奏上した。司徒主簿となり、尚書度支殿中郎に転じた。通直郎の位を受け、劉裕の下で太尉参軍をつとめた。司徒属に転じ、中書郎・黄門郎を歴任した。劉裕が兗州刺史を兼ねると、蔡廓は兗州別駕従事史となり、州の事務を委ねられた。まもなく中軍諮議参軍に任じられ、太尉従事中郎に転じた。母が死去したため、3年のあいだ入浴することなく、喪に服した。喪が明けると、相国府で従事中郎となり、記室を兼ねた。宋国が建てられると、蔡廓は侍中となった。
世子左衛率謝霊運が殺人の罪を犯し、御史中丞の王准之がこれを糾弾しなかったために連座して免官されると、劉裕は蔡廓の剛直さを買って、御史中丞に任じた。蔡廓は糾弾の奏上を多くおこなって、官僚たちを粛然とさせた。ときに中書令の傅亮が朝廷での王侯の序列について蔡廓に諮問すると、蔡廓は晋代の故事を引きつつ、明快に答えた。
蔡廓は司徒左長史に転じ、豫章郡太守として出向した。吏部尚書として召還された。徐羨之に門下の任につくよう求められたが、「わたしは徐幹木（羨之）の紙尾に署名することはできない」と言って受けなかった。徐羨之は蔡廓の剛直さを持てあまして、権要の地位につけることを望まず、祠部尚書の任に移した。
景平2年（424年）、傅亮らが少帝を廃位して、文帝を迎えるべく、百官を引き連れて赴くと、蔡廓もこれと行をともにした。蔡廓は尋陽まできて、病のために先に進めなくなった。傅亮が別れを告げにやってくると、蔡廓は呉にいる営陽王（少帝）を殺害して汚名を残すことのないよう傅亮に勧めた。傅亮はすでに徐羨之と少帝の殺害を取り決めていたため、殺害を取りやめるよう急報を送ったが、すでに時遅く及ばなかった。徐羨之は協議して決めたことを覆されそうになったことに激怒した。文帝が即位し、謝晦が荊州に赴任することになると、蔡廓に別れを告げにやってきた。蔡廓は謝晦が危難を免れることは難しいと予言した。元嘉2年12月戊申（426年1月21日）、死去した。享年は47。
末子に蔡興宗があった。

## 伝記資料
- 『宋書』巻57 列伝第17
- 『南史』巻29 列伝第19